# Tloris
Tlóris je grafični prikaz pokrajine ali objekta  od zgoraj, torej s ptičje perspektive.